# 南部州 (マラウイ)
南部州 (なんぶしゅう、Southern Region) はマラウイにおける州の1つ。マラウイの南部、国土の三分の一ほどを占める。2003年における人口は5,345,045人、面積は31,753平方キロメートル。州都はブランタイヤ。13の自治体を含んでいる。

## 州内の自治体
- ゾンバ県 (Zomba)
- チクワワ県 (Chikwawa)
- チョロ県 (Tyolo)
- チラズル県 (Chiradzulu)
- ネノ県 (Neno)
- バラカ県 (Balaka)
- パロンベ県 (Phalombe)
- ブランタイヤ県 (Blantyre)
- マチンガ県 (Machinga)
- マンゴチ県 (Mangochi)
- ムランジェ県 (Mulanje)
- ムワンザ県 (Mwanza)
- ンサンジェ県 (Nsanje)